# Arthur R. Robinson
Arthur R. Robinson (Pickerington, 1881. március 12. – Indianapolis, 1961. március 17.) az Amerikai Egyesült Államok szenátora (Indiana, 1925–1935).